# Mykenische Keramik

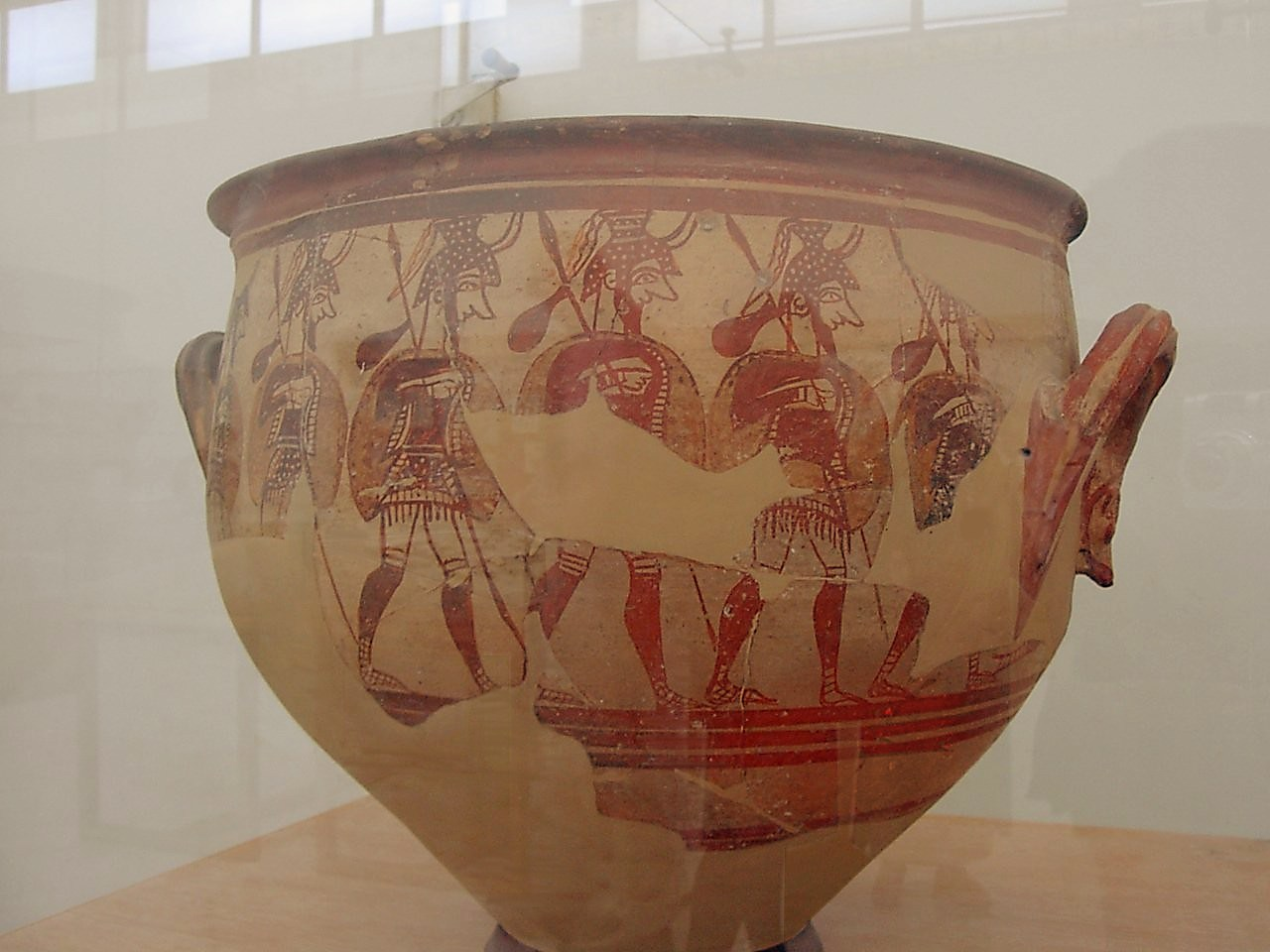
Sogenannte Kriegervase aus Mykene, 12. Jh. v. Chr.

Als mykenische Keramik werden Tongefäße oder deren Bruchstücke (Scherben) bezeichnet, die auf der Töpferscheibe gefertigt sind und oft in einem Stil bemalt sind, der typisch für die Vasenmalerei des griechischen Festlands zwischen ca. 1600 v. Chr. und ca. 1050 v. Chr. (siehe mykenische Kultur) ist. Als Elemente kommen vor allem Pflanzen-, Tier- und geometrische Motive unterschiedlichster Ausprägung und Variation, in der Spätphase auch zunehmend Menschendarstellungen vor. Undekorierte mykenische Gebrauchskeramik lässt sich häufig an den Gefäßformen erkennen, die denen der bemalten Keramik entsprechen.

## Entwicklung des Stils

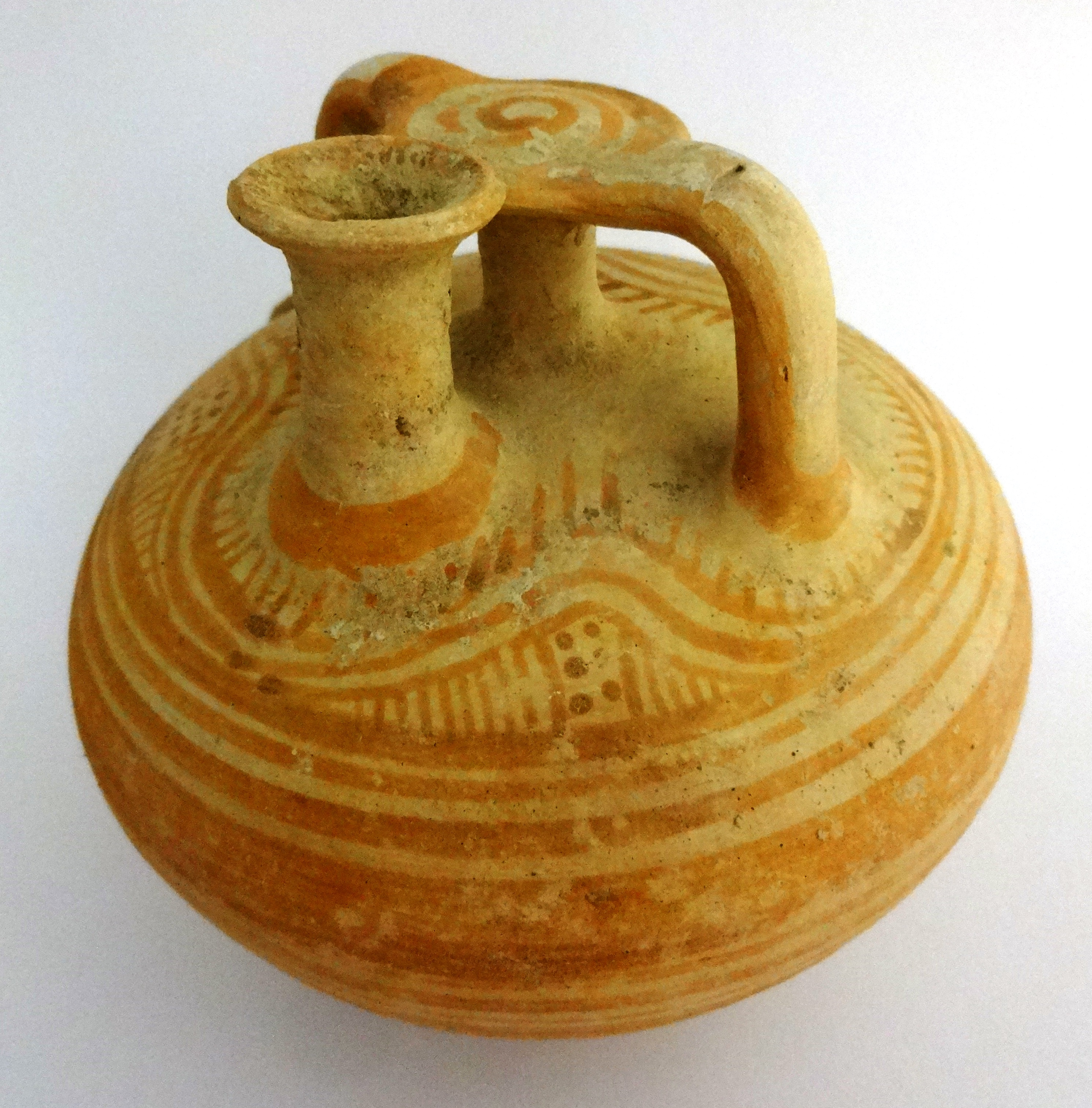
Mykenische Bügelkanne, SH IIIC, 1. Hälfte 11. Jh. v. Chr., Gorny und Mosch, Juni 2014, Nr. 458

Die ältesten Exemplare mykenischer Keramik wurden in Lakonien und der Argolis gefunden. Diese früheste Phase beginnt mit der Periode SH I (= frühmykenisch) und umfasst den Zeitraum von ca. 1600/1550 bis 1500 v. Chr. Die Verzierungen und auch die meisten Gefäßformen sind sehr stark von der gleichzeitigen minoischen Keramik auf Kreta beeinflusst. Im Vergleich zu dieser geht die Farbe des Tons jedoch deutlich ins Gelbliche, wie bei der mittelhelladischen minyschen Keramik. Somit lassen sich die auf dem Festland hergestellten Töpfereiprodukte klar von kretischen Importen unterscheiden. Gegenüber der vorangehenden sogenannten minyschen und der Mattbemalten Keramik, die in vielen Regionen Griechenlands fortbesteht, stellt die mykenische Keramik einen deutlichen Bruch dar. Beliebt sind, wie in der zeitgleichen minoischen Keramik, Pflanzen- und Meerestiermotive. Es gibt im Vergleich zu späteren Perioden relativ wenig unterschiedliche Gefäßformen. Diese sind teils von der minoischen, teils von der minyschen Keramik abgeleitet. Die Gefäßformen, die von der minyschen Keramik hergeleitet werden können, sind nun aber auf der Töpferscheibe gefertigt.
In der Periode SH II (ca. 1500–1400 v. Chr.) hält zunächst der sehr starke minoische Einfluss bei der Verzierung an. Mykenische Keramik breitet sich nun immer weiter nach Norden und ins Landesinnere aus. Mehr Gefäßformen werden im mykenischen Stil verziert, beginnend mit Kelchen, einer festlandsgriechischen Gefäßform, die nun auch mit Floralverzierungen mykenisch/minoischer Art vorkommt (sogenannte „Ephyrische Kelche“). Gleichzeitig wird der minysche Stil immer weiter verdrängt. Ab ca. Mitte des 15. Jahrhunderts v. Chr. (SH II B), ungefähr gleichzeitig mit der Unterwerfung Kretas, löst sich die mykenische Keramik stilistisch zunehmend von der minoischen Ware. Die ehemals relativ naturgetreuen Darstellungen von Blüten, Ranken und Meerestieren, wie vor allem Oktopoden werden nun immer abstrakter. Mykenische Keramik begegnet nun auch im kretischen Knossos und breitet sich auf den ägäischen Inseln aus.
In der Phase SH III A (ca. 1400–1300 v. Chr.) verbreitet sich mykenische Keramik als Handelsgut über weite Teile des Mittelmeergebiets. Gleichzeitig ist eine sehr starke Vereinheitlichung des Stils festzustellen: regionale Unterschiede verschwinden, der Produktionsort eines Gefäßes kann daher oft durch Tonanalysen bestimmt werden. Die Kylix wird im Laufe von SH IIIA beliebter und wird bei offenen Gefäßformen dominant. Der einheitliche „Palaststil“ hält auch lange während der folgenden Phase SH III B (ca. 1300–1190 v. Chr.) an.  Erst während der zweiten Hälfte des 13. Jahrhunderts bilden sich langsam lokale Variationen heraus. 
Nach den Zerstörungen und Umwälzungen kurz nach 1200 v. Chr. (am Übergang von SH III B zu SH III C), die vor allem das griechische Festland in Mitleidenschaft ziehen, und dem damit verbundenen Zusammenbruch der Palastwirtschaft splittet sich der mykenische Stil in der Periode SH III C (ca. 1190–1050 v. Chr.) noch wesentlich stärker in lokale Varianten auf. Die frühe Phase lässt teilweise einen starken Qualitätsverfall deutlich erkennen, die Bemalung ist z. B. oft nicht mehr so akkurat wie in früheren Zeiten ausgeführt. Eine gewisse Nachblüte stellt sich dann ab ungefähr der Mitte des 12. Jahrhunderts ein. Figürliche Darstellungen, die auch schon in SH III A vorkommen, nehmen zeitweise deutlich zu, z. B. Wagenfahrer, Krieger (z. B. auf der Kriegervase aus Mykene) und sogar Schiffe samt Ruderern. In der späten Phase dieser Periode setzt ein erneuter allmählicher Niedergang ein. Zwar prägen die Phase SH III C viele lokale Stile, doch es existieren zusammenhängende Regionen, die ziemlich ähnliche Keramik verwendeten. Eine solche koine bildeten z. B. die Ionischen Inseln mit den gegenüberliegenden Landschaften Elis, Akarnanien und Teile Achaias. Eine weitere koine wurde von Penelope A. Mountjoy auf den ostägäischen Inseln von Rhodos bis nach Lesbos, inklusive einiger Orte auf dem kleinasiatischen Festland ausgemacht.